# Région de Diego Martin

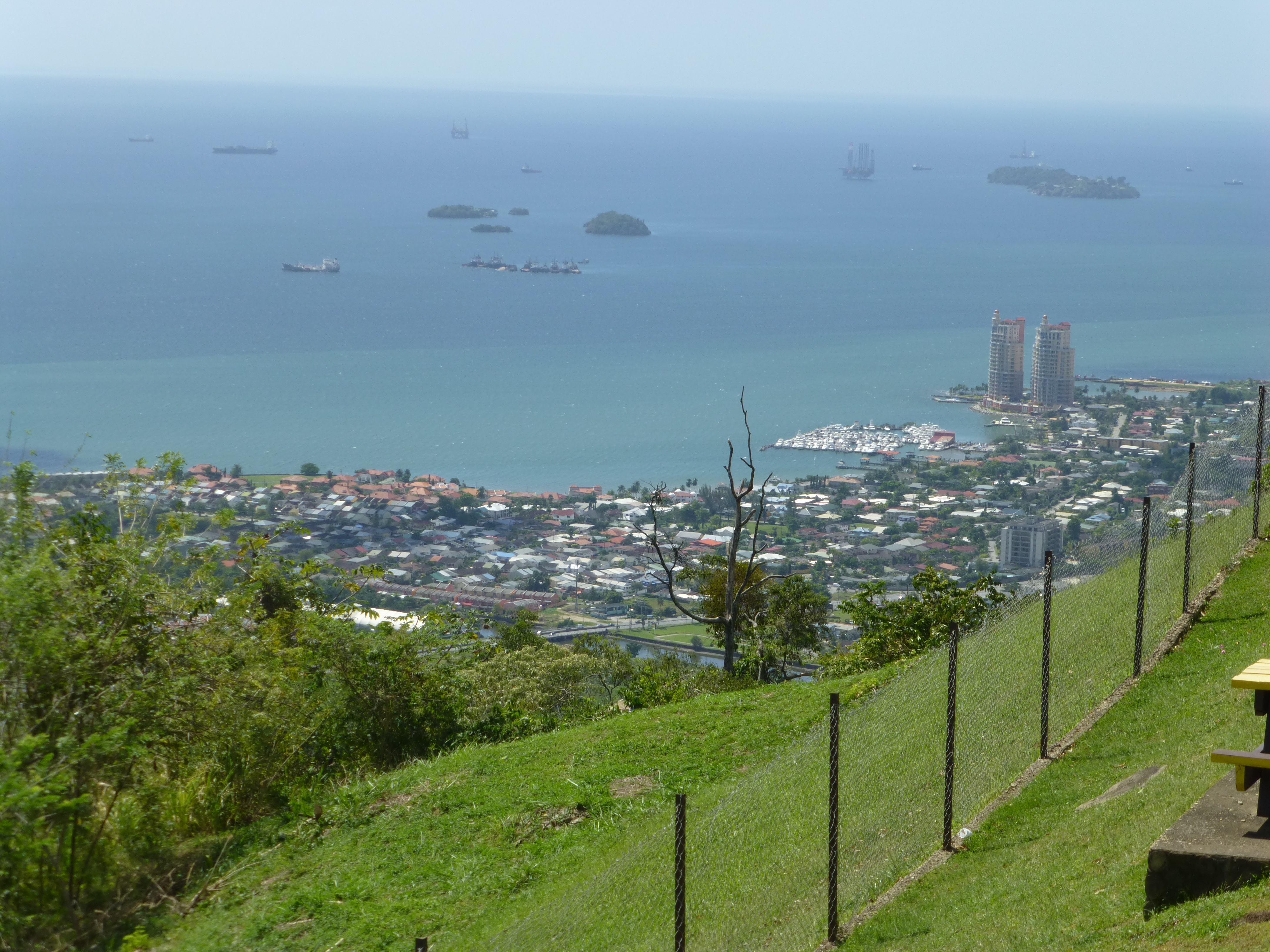
Westmoorings et Glencoe, Diego Martin

La région de Diego Martin () est l'une des neuf régions de l'île de Trinité à Trinité-et-Tobago.